# Sidi Safi
Sidi Safi (em árabe: سيدي الصافي) é um município localizado na província de Aïn Témouchent, no noroeste da Argélia. Em 2010, sua população era de 7 782 habitantes.